# Csibeláb (növénynemzetség)

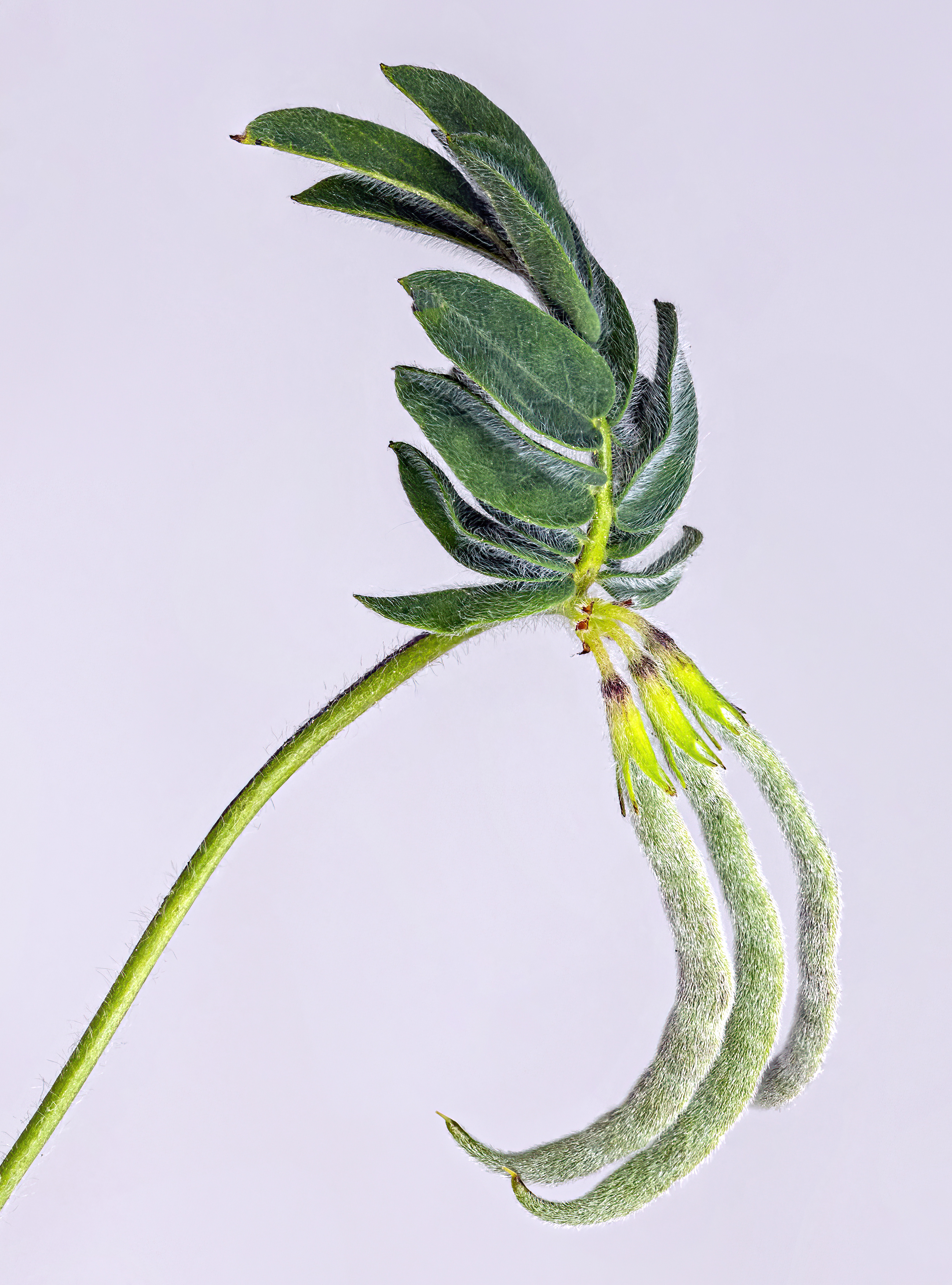
A nemzetség a fajok csibelábra emlékeztető terméseiről kapta a nevét (Ornithopus compressus termései)

A csibeláb (Ornithopus) a pillangósvirágúak (Fabaceae) családjába tartozó növénynemzetség.
A csibelábfajok a Földközi-tenger térségében (a Mediterráneumban) és Dél-Amerikában őshonosak. Közös jellemzőik, hogy általában puha szőrök borítják őket, csak ritkán kopaszak; leveleik páratlanul szárnyaltak és sok levélkepárból állnak; pillangós virágaik aprók, és pici, szinte gömb alakú ernyőbe csoportosulnak; hüvelyterméseik tagoltak, s a madárláb ujjaira emlékeztető módon állnak szét az egykori virágzat tengelyének csúcsából.
A nemzetség korábbi elnevezései: csibetalp, körbecő (Diószegiéknél a Magyar fűvész könyvben), madárköröm, madárkörömfű, madárlábfű, madártroppfű, ördögoldal, tehénvidító (Benkő Józsefnél).

## Fajok
A The Plant List 1.1-es verziójában az alábbi 6 fajt sorolják a nemzetségbe:
- Ornithopus compressus L.
- Ornithopus micranthus (Benth.) Arechav.
- Ornithopus perpusillus L. – apró csibeláb,[5] pici csibeláb,[5] madárlábfű[5]
- Ornithopus pinnatus (Mill.) Druce
- Ornithopus sativus Brot. – szerradella,[5] szeradella,[5] vetési csibeláb[5]
- Ornithopus uncinatus Maire & Sam.